# WTA Tour 2021
Il WTA Tour 2021 è un insieme di tornei femminili di tennis organizzati dalla Women's Tennis Association (WTA). Include i tornei del Grande Slam (organizzati in collaborazione con la International Tennis Federation), i tornei WTA 1000, i WTA 500, i WTA 250, la Billie Jean King Cup (organizzata dall'ITF), il WTA Elite Trophy e le WTA Finals. Il calendario include inoltre le Olimpiadi, che erano state rinviate nell'anno precedente.
A causa dell'evolversi della pandemia di COVID-19, il calendario non viene annunciato completamente. Il 18 dicembre viene annunciato il calendario per le prime sette settimane, esteso fino a luglio il 5 gennaio e successivamente fino a novembre. Alcuni tornei sono stati spostati o cancellati, mentre altri sono stati appositamente istituiti.

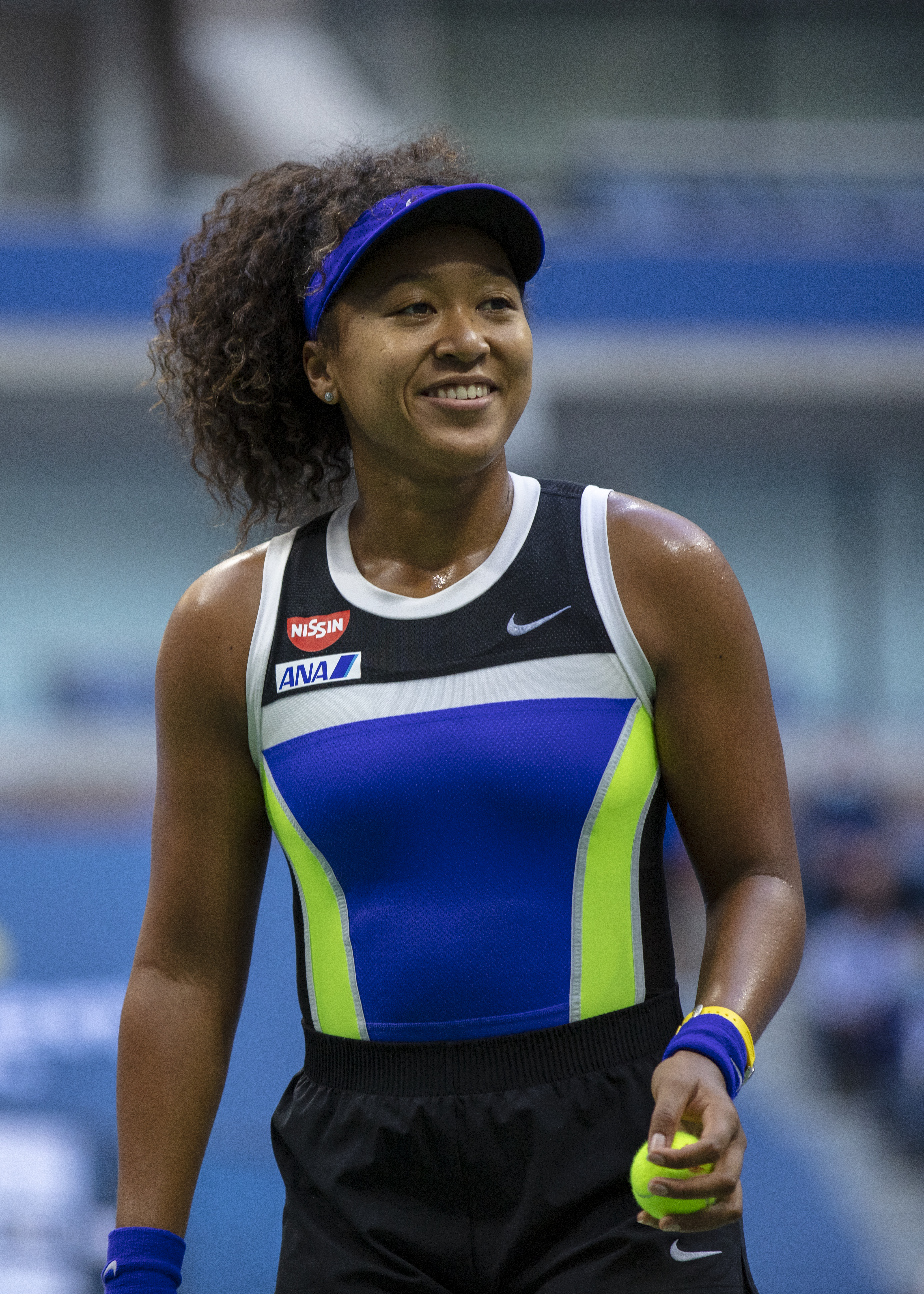
Naomi Ōsaka è la vincitrice dell'Australian Open

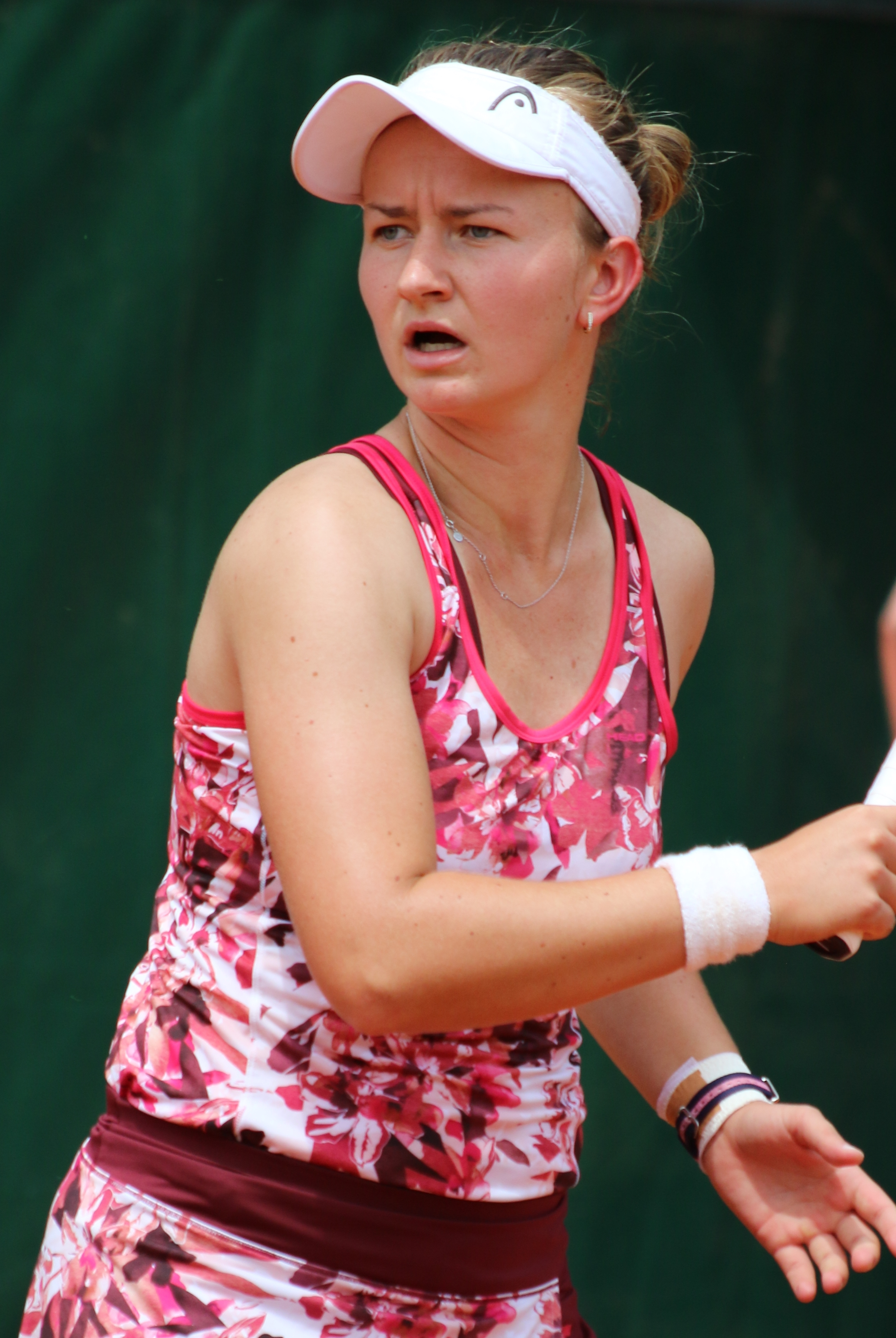
Barbora Krejčíková è la vincitrice dell'Open di Francia

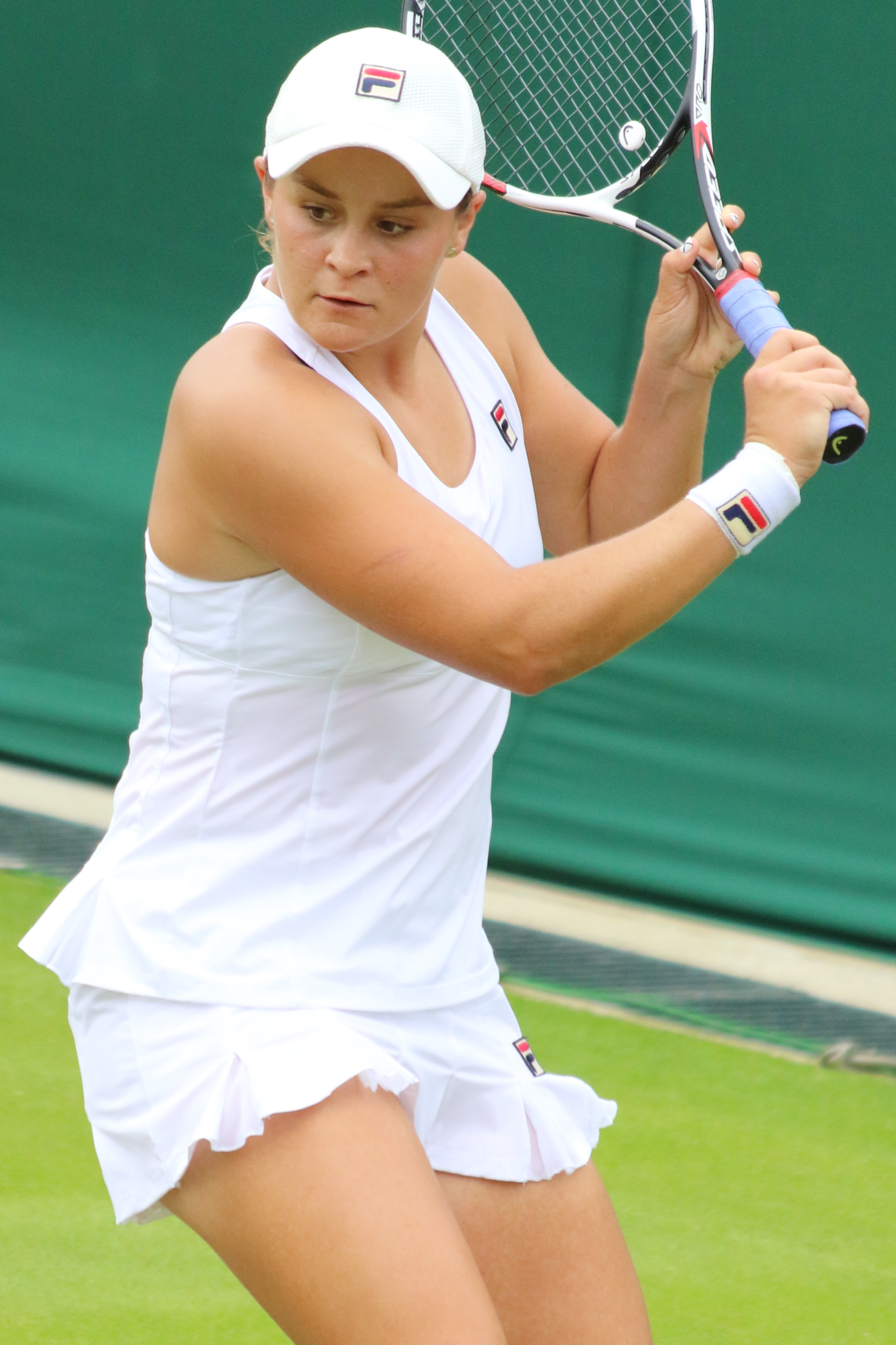
Ashleigh Barty è la vincitrice del torneo di Wimbledon

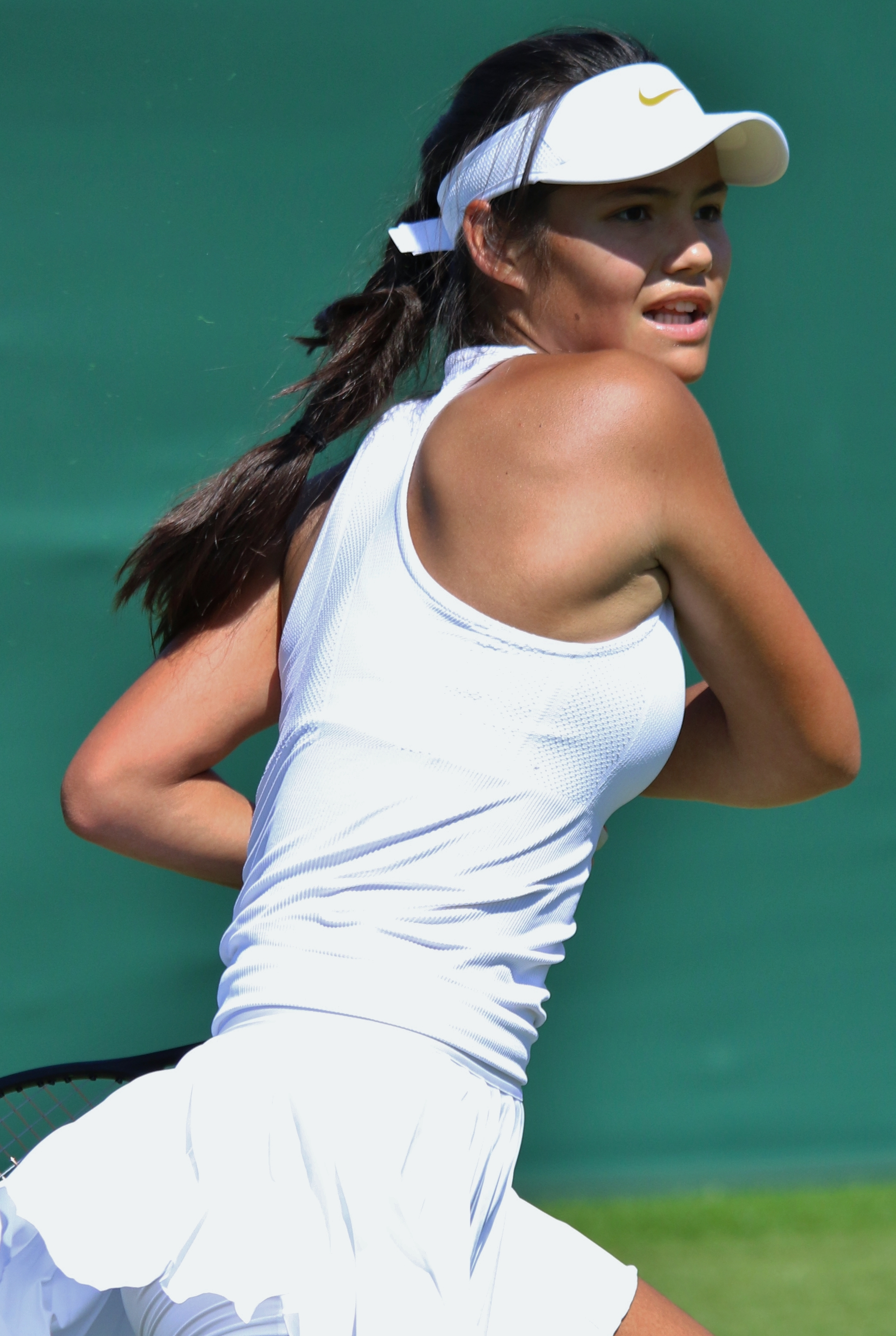
Emma Raducanu è la vincitrice dello US Open

## Calendario
Questo è il calendario degli eventi del 2021, con i risultati in progressione dai quarti di finale.
Legenda
| Grande Slam      |
| WTA Finals       |
| WTA Elite Trophy |
| Giochi olimpici  |
| WTA 1000         |
| WTA 500          |
| WTA 250          |
| Evento a squadre |

### Gennaio
| Settimana | Torneo | Campionesse                            | Finaliste                   | Semifinaliste               | Eliminate ai quarti                                            |
| --------- | --- | -------------------------------------- | --------------------------- | --------------------------- | -------------------------------------------------------------- |
| 4 gennaio | Abu Dhabi WTA Women's Tennis Open 2021 Abu Dhabi, Emirati Arabi Uniti WTA 500 565 530 $ - Cemento - 64S/32Q/28D Singolare - Doppio | Aryna Sabalenka 6-2, 6-2               | Veronika Kudermetova        | Maria Sakkarī Marta Kostjuk | Sofia Kenin Elena Rybakina Sara Sorribes Tormo Elina Svitolina |
| 4 gennaio | Abu Dhabi WTA Women's Tennis Open 2021 Abu Dhabi, Emirati Arabi Uniti WTA 500 565 530 $ - Cemento - 64S/32Q/28D Singolare - Doppio | Ena Shibahara Shūko Aoyama 7-6(5), 6-4 | Luisa Stefani Hayley Carter | Maria Sakkarī Marta Kostjuk | Sofia Kenin Elena Rybakina Sara Sorribes Tormo Elina Svitolina |

### Febbraio
| Settimana              | Torneo | Campionesse                                         | Finaliste                                | Semifinaliste                       | Eliminate ai quarti                                                   |
| ---------------------- | --- | --------------------------------------------------- | ---------------------------------------- | ----------------------------------- | --------------------------------------------------------------------- |
| 1º febbraio            | Gippsland Trophy 2021 Melbourne, Australia WTA 500 447 620 $ - Cemento - 54S/28D Singolare - Doppio                                  | Elise Mertens 6-4, 6-1                              | Kaia Kanepi                              | Ekaterina Aleksandrova Naomi Ōsaka  | Simona Halep Karolína Muchová Elina Svitolina Irina-Camelia Begu      |
| 1º febbraio            | Gippsland Trophy 2021 Melbourne, Australia WTA 500 447 620 $ - Cemento - 54S/28D Singolare - Doppio                                  | Barbora Krejčíková Kateřina Siniaková 6-3, 7-6(4)   | Chan Hao-ching Latisha Chan              | Ekaterina Aleksandrova Naomi Ōsaka  | Simona Halep Karolína Muchová Elina Svitolina Irina-Camelia Begu      |
| 1º febbraio            | Yarra Valley Classic 2021 Melbourne, Australia WTA 500 447 620 $ - Cemento - 54S/28D Singolare - Doppio                              | Ashleigh Barty 7-6(3), 6-4                          | Garbiñe Muguruza                         | Serena Williams Markéta Vondroušová | Shelby Rogers Danielle Collins Nadia Podoroska Sofia Kenin            |
| 1º febbraio            | Yarra Valley Classic 2021 Melbourne, Australia WTA 500 447 620 $ - Cemento - 54S/28D Singolare - Doppio                              | Shūko Aoyama Ena Shibahara 6-3, 6-4                 | Anna Kalinskaja Viktória Kužmová         | Serena Williams Markéta Vondroušová | Shelby Rogers Danielle Collins Nadia Podoroska Sofia Kenin            |
| 1º febbraio            | Grampians Trophy 2021 Melbourne, Australia WTA 500 235 820 $ - Cemento - 28S Singolare                                               | Anett Kontaveit vs. Ann Li non disputata            | Anett Kontaveit vs. Ann Li non disputata | Maria Sakkarī Jennifer Brady        | Angelique Kerber Viktoryja Azaranka Barbora Krejčíková Sorana Cîrstea |
| 8 febbraio 20 febbraio | Australian Open 2021 Melbourne, Australia Grande Slam 31 796 000 AU$ - Cemento - 128S/128Q/64D/32X Singolare - Doppio - Doppio misto | Naomi Ōsaka 6-4, 6-3                                | Jennifer Brady                           | Serena Williams Karolina Muchova    | Ashleigh Barty Jessica Pegula Hsieh Su-Wei Simona Halep               |
| 8 febbraio 20 febbraio | Australian Open 2021 Melbourne, Australia Grande Slam 31 796 000 AU$ - Cemento - 128S/128Q/64D/32X Singolare - Doppio - Doppio misto | Elise Mertens Aryna Sabalenka 6-2, 6-3              | Barbora Krejčíková Kateřina Siniaková    | Serena Williams Karolina Muchova    | Ashleigh Barty Jessica Pegula Hsieh Su-Wei Simona Halep               |
| 8 febbraio 20 febbraio | Australian Open 2021 Melbourne, Australia Grande Slam 31 796 000 AU$ - Cemento - 128S/128Q/64D/32X Singolare - Doppio - Doppio misto | Barbora Krejčíková Rajeev Ram 6-1, 6-4              | Samantha Stosur Matthew Ebden            | Serena Williams Karolina Muchova    | Ashleigh Barty Jessica Pegula Hsieh Su-Wei Simona Halep               |
| 15 febbraio            | Phillip Island Trophy 2021 Melbourne, Australia WTA 250 235 238 $ - Cemento - 56S/16Q/28D Singolare - Doppio                         | Dar'ja Kasatkina 4-6, 6-2, 6-2                      | Marie Bouzková                           | Danielle Collins Bianca Andreescu   | Rebecca Peterson Petra Martić Jil Teichmann Irina-Camelia Begu        |
| 15 febbraio            | Phillip Island Trophy 2021 Melbourne, Australia WTA 250 235 238 $ - Cemento - 56S/16Q/28D Singolare - Doppio                         | Ankita Raina Kamilla Rachimova 2-6, 6-4, [10-7]     | Anna Blinkova Anastasija Potapova        | Danielle Collins Bianca Andreescu   | Rebecca Peterson Petra Martić Jil Teichmann Irina-Camelia Begu        |
| 22 febbraio            | Adelaide International 2021 Adelaide, Australia WTA 500 535 530 $ - Cemento - 28S/24Q/16D Singolare - Doppio                         | Iga Świątek 6-2, 6-2                                | Belinda Bencic                           | Jil Teichmann Cori Gauff            | Danielle Collins Anastasija Sevastova Shelby Rogers Storm Sanders     |
| 22 febbraio            | Adelaide International 2021 Adelaide, Australia WTA 500 535 530 $ - Cemento - 28S/24Q/16D Singolare - Doppio                         | Alexa Guarachi Desirae Krawczyk 6(4)-7, 6-4, [10-3] | Hayley Carter Luisa Stefani              | Jil Teichmann Cori Gauff            | Danielle Collins Anastasija Sevastova Shelby Rogers Storm Sanders     |

### Marzo
| Settimana         | Torneo | Campionesse                                         | Finaliste                            | Semifinaliste                         | Eliminate ai quarti                                                                |
| ----------------- | --- | --------------------------------------------------- | ------------------------------------ | ------------------------------------- | ---------------------------------------------------------------------------------- |
| 1º marzo          | Qatar Total Open 2021 Doha, Qatar WTA 500 565 530 $ - Cemento - 28S/32Q/16D Singolare - Doppio                             | Petra Kvitová 6-2, 6-1                              | Garbiñe Muguruza                     | Viktoryja Azaranka Jessica Pegula     | Elina Svitolina Maria Sakkarī Anett Kontaveit Karolína Plíšková                    |
| 1º marzo          | Qatar Total Open 2021 Doha, Qatar WTA 500 565 530 $ - Cemento - 28S/32Q/16D Singolare - Doppio                             | Nicole Melichar Demi Schuurs 2-6, 6-2, [10-8]       | Monica Niculescu Jeļena Ostapenko    | Viktoryja Azaranka Jessica Pegula     | Elina Svitolina Maria Sakkarī Anett Kontaveit Karolína Plíšková                    |
| 1º marzo          | Open 6ème Sens Métropole de Lyon 2021 Lione, Francia WTA 250 235 238 $ - Cemento (i) - 32S/24Q/16D Singolare - Doppio      | Clara Tauson 6-4, 6-1                               | Viktorija Golubic                    | Paula Badosa Fiona Ferro              | Camila Giorgi Kristina Mladenovic Greet Minnen Clara Burel                         |
| 1º marzo          | Open 6ème Sens Métropole de Lyon 2021 Lione, Francia WTA 250 235 238 $ - Cemento (i) - 32S/24Q/16D Singolare - Doppio      | Viktória Kužmová Arantxa Rus 3-6, 7-5, [10-7]       | Eugenie Bouchard Olga Danilović      | Paula Badosa Fiona Ferro              | Camila Giorgi Kristina Mladenovic Greet Minnen Clara Burel                         |
| 8 marzo           | Dubai Tennis Championships 2021 Dubai, Emirati Arabi Uniti WTA 1000 1 835 490 $ - Cemento - 56S/32Q/28D Singolare - Doppio | Garbiñe Muguruza 7-6(6), 6-3                        | Barbora Krejčíková                   | Jil Teichmann Elise Mertens           | Anastasija Potapova Jessica Pegula Aryna Sabalenka Cori Gauff                      |
| 8 marzo           | Dubai Tennis Championships 2021 Dubai, Emirati Arabi Uniti WTA 1000 1 835 490 $ - Cemento - 56S/32Q/28D Singolare - Doppio | Alexa Guarachi Darija Jurak 6-0, 6-3                | Xu Yifan Yang Zhaoxuan               | Jil Teichmann Elise Mertens           | Anastasija Potapova Jessica Pegula Aryna Sabalenka Cori Gauff                      |
| 8 marzo           | Abierto Zapopan 2021 Guadalajara, Messico WTA 250 235 238 $ - Cemento - 32S/24Q/16D Singolare - Doppio                     | Sara Sorribes Tormo 6-2, 7-5                        | Eugenie Bouchard                     | Elisabetta Cocciaretto Marie Bouzková | Lauren Davis Caty McNally Astra Sharma Anna Karolína Schmiedlová                   |
| 8 marzo           | Abierto Zapopan 2021 Guadalajara, Messico WTA 250 235 238 $ - Cemento - 32S/24Q/16D Singolare - Doppio                     | Ellen Perez Astra Sharma 6-4, 6-4                   | Desirae Krawczyk Giuliana Olmos      | Elisabetta Cocciaretto Marie Bouzková | Lauren Davis Caty McNally Astra Sharma Anna Karolína Schmiedlová                   |
| 15 marzo          | St. Petersburg Ladies Trophy 2021 San Pietroburgo, Russia WTA 500 565 530 $ - Cemento (i) - 28S/24Q/16D Singolare - Doppio | Dar'ja Kasatkina 6-3, 2-1r                          | Margarita Gasparjan                  | Vera Zvonarëva Svetlana Kuznecova     | Ekaterina Aleksandrova Anastasija Gasanova Jaqueline Cristian Veronika Kudermetova |
| 15 marzo          | St. Petersburg Ladies Trophy 2021 San Pietroburgo, Russia WTA 500 565 530 $ - Cemento (i) - 28S/24Q/16D Singolare - Doppio | Nadežda Kičenok Ioana Raluca Olaru 2-6, 6-3, [10-8] | Kaitlyn Christian Sabrina Santamaria | Vera Zvonarëva Svetlana Kuznecova     | Ekaterina Aleksandrova Anastasija Gasanova Jaqueline Cristian Veronika Kudermetova |
| 15 marzo          | Monterrey Open 2021 Monterrey, Messico WTA 250 235 238 $ - Cemento - 32S/24Q/16D Singolare - Doppio                        | Leylah Annie Fernandez 6-1, 6-4                     | Viktorija Golubic                    | Sara Sorribes Tormo Ann Li            | Viktória Kužmová Anna Karolína Schmiedlová Zheng Saisai Anna Kalinskaja            |
| 15 marzo          | Monterrey Open 2021 Monterrey, Messico WTA 250 235 238 $ - Cemento - 32S/24Q/16D Singolare - Doppio                        | Caroline Dolehide Asia Muhammad 6-2, 6-3            | Heather Watson Zheng Saisai          | Sara Sorribes Tormo Ann Li            | Viktória Kužmová Anna Karolína Schmiedlová Zheng Saisai Anna Kalinskaja            |
| 22 marzo 29 marzo | Miami Open 2021 Miami, Stati Uniti WTA 1000 3 260 190 $ - Cemento - 96S/48Q/32D Singolare - Doppio                         | Ashleigh Barty 6-3, 4-0r                            | Bianca Andreescu                     | Elina Svitolina Maria Sakkarī         | Aryna Sabalenka Anastasija Sevastova Sara Sorribes Tormo Naomi Ōsaka               |
| 22 marzo 29 marzo | Miami Open 2021 Miami, Stati Uniti WTA 1000 3 260 190 $ - Cemento - 96S/48Q/32D Singolare - Doppio                         | Shūko Aoyama Ena Shibahara 6-2, 7-5                 | Luisa Stefani Hayley Carter          | Elina Svitolina Maria Sakkarī         | Aryna Sabalenka Anastasija Sevastova Sara Sorribes Tormo Naomi Ōsaka               |

### Aprile
| Settimana          | Torneo | Campionesse                                      | Finaliste                              | Semifinaliste                                | Eliminate ai quarti                                                      |
| ------------------ | --- | ------------------------------------------------ | -------------------------------------- | -------------------------------------------- | ------------------------------------------------------------------------ |
| 5 aprile           | Volvo Car Open 2021 Charleston, Stati Uniti WTA 500 565 530 $ - Terra verde - 56S/32Q/16D Singolare - Doppio            | Veronika Kudermetova 6-4, 6-2                    | Danka Kovinić                          | Paula Badosa Gibert Ons Jabeur               | Ashleigh Barty Sloane Stephens Julija Putinceva Cori Gauff               |
| 5 aprile           | Volvo Car Open 2021 Charleston, Stati Uniti WTA 500 565 530 $ - Terra verde - 56S/32Q/16D Singolare - Doppio            | Nicole Melichar Demi Schuurs 6-2, 6-4            | Marie Bouzková Lucie Hradecká          | Paula Badosa Gibert Ons Jabeur               | Ashleigh Barty Sloane Stephens Julija Putinceva Cori Gauff               |
| 5 aprile           | Claro Open Colsanitas 2021 Bogotà, Colombia WTA 250 235 238 $ - Terra rossa - 32S/24Q/16D Singolare - Doppio            | María Camila Osorio Serrano 5-7, 6-3, 6-4        | Tamara Zidanšek                        | Harmony Tan Viktorija Tomova                 | Stefanie Vögele Lara Arruabarrena Vecino Nuria Párrizas Díaz Sara Errani |
| 5 aprile           | Claro Open Colsanitas 2021 Bogotà, Colombia WTA 250 235 238 $ - Terra rossa - 32S/24Q/16D Singolare - Doppio            | Elixane Lechemia Ingrid Neel 6-3, 6-4            | Mihaela Buzărnescu Anna-Lena Friedsam  | Harmony Tan Viktorija Tomova                 | Stefanie Vögele Lara Arruabarrena Vecino Nuria Párrizas Díaz Sara Errani |
| 12 aprile          | MUSC Health Women's Open 2021 Charleston, Stati Uniti WTA 250 235 238 $ - Terra verde - 32S/24Q/16D Singolare - Doppio  | Astra Sharma 2-6, 7-5, 6-1                       | Ons Jabeur                             | Danka Kovinić María Camila Osorio Serrano    | Nao Hibino Shelby Rogers Linda Fruhvirtová Clara Tauson                  |
| 12 aprile          | MUSC Health Women's Open 2021 Charleston, Stati Uniti WTA 250 235 238 $ - Terra verde - 32S/24Q/16D Singolare - Doppio  | Hailey Baptiste Caty McNally 6(4)-7, 6-4, [10-6] | Ellen Perez Storm Sanders              | Danka Kovinić María Camila Osorio Serrano    | Nao Hibino Shelby Rogers Linda Fruhvirtová Clara Tauson                  |
| 19 aprile          | Porsche Tennis Grand Prix 2021 Stoccarda, Germania WTA 500 565 530 $ - Terra rossa (i) - 28S/24Q/16D Singolare - Doppio | Ashleigh Barty 3-6, 6-0, 6-3                     | Aryna Sabalenka                        | Elina Svitolina Simona Halep                 | Karolína Plíšková Petra Kvitová Anett Kontaveit Ekaterina Aleksandrova   |
| 19 aprile          | Porsche Tennis Grand Prix 2021 Stoccarda, Germania WTA 500 565 530 $ - Terra rossa (i) - 28S/24Q/16D Singolare - Doppio | Ashleigh Barty Jennifer Brady 6-4, 5-7, [10-5]   | Desirae Krawczyk Bethanie Mattek-Sands | Elina Svitolina Simona Halep                 | Karolína Plíšková Petra Kvitová Anett Kontaveit Ekaterina Aleksandrova   |
| 19 aprile          | Istanbul Cup 2021 Istanbul, Turchia WTA 250 235 238 $ - Terra rossa - 32S/24Q/16D Singolare - Doppio                    | Sorana Cîrstea 6-1, 7-6(3)                       | Elise Mertens                          | Veronika Kudermetova Marta Kostjuk           | Kateřina Siniaková Ana Bogdan Ana Konjuh Fiona Ferro                     |
| 19 aprile          | Istanbul Cup 2021 Istanbul, Turchia WTA 250 235 238 $ - Terra rossa - 32S/24Q/16D Singolare - Doppio                    | Veronika Kudermetova Elise Mertens 6-1, 6-1      | Nao Hibino Makoto Ninomiya             | Veronika Kudermetova Marta Kostjuk           | Kateřina Siniaková Ana Bogdan Ana Konjuh Fiona Ferro                     |
| 26 aprile 3 maggio | Mutua Madrid Open 2021 Madrid, Spagna WTA 1000 2 549 105 € - Terra rossa - 64S/32Q/30D Singolare - Doppio               | Aryna Sabalenka 6-0, 3-6, 6-4                    | Ashleigh Barty                         | Paula Badosa Gibert Anastasija Pavljučenkova | Petra Kvitová Belinda Bencic Elise Mertens Karolína Muchová              |
| 26 aprile 3 maggio | Mutua Madrid Open 2021 Madrid, Spagna WTA 1000 2 549 105 € - Terra rossa - 64S/32Q/30D Singolare - Doppio               | Barbora Krejčíková Kateřina Siniaková 6-4, 6-3   | Gabriela Dabrowski Demi Schuurs        | Paula Badosa Gibert Anastasija Pavljučenkova | Petra Kvitová Belinda Bencic Elise Mertens Karolína Muchová              |

### Maggio
| Settimana          | Torneo | Campionesse                                     | Finaliste                               | Semifinaliste                                | Eliminate ai quarti                                                  |
| ------------------ | --- | ----------------------------------------------- | --------------------------------------- | -------------------------------------------- | -------------------------------------------------------------------- |
| 10 maggio          | Internazionali d'Italia 2021 Roma, Italia WTA 1000 1 835 490 $ - Terra rossa - 56S/32Q/28D Singolare - Doppio          | Iga Świątek 6-0, 6-0                            | Karolína Plíšková                       | Cori Gauff Petra Martić                      | Ashleigh Barty Elina Svitolina Jeļena Ostapenko Jessica Pegula       |
| 10 maggio          | Internazionali d'Italia 2021 Roma, Italia WTA 1000 1 835 490 $ - Terra rossa - 56S/32Q/28D Singolare - Doppio          | Sharon Fichman Giuliana Olmos 4-6, 7-5, [10-5]  | Kristina Mladenovic Markéta Vondroušová | Cori Gauff Petra Martić                      | Ashleigh Barty Elina Svitolina Jeļena Ostapenko Jessica Pegula       |
| 17 maggio          | Serbia Open 2021 Belgrado, Serbia WTA 250 235 238 $ - Terra rossa - 32S/24Q/16D Singolare - Doppio                     | Paula Badosa Gibert 6-2, 2-0 rit.               | Ana Konjuh                              | Viktorija Tomova María Camila Osorio Serrano | Réka Luca Jani Rebecca Peterson Aljaksandra Sasnovič Nadia Podoroska |
| 17 maggio          | Serbia Open 2021 Belgrado, Serbia WTA 250 235 238 $ - Terra rossa - 32S/24Q/16D Singolare - Doppio                     | Aleksandra Krunić Nina Stojanović 6-0, 6-2      | Greet Minnen Alison Van Uytvanck        | Viktorija Tomova María Camila Osorio Serrano | Réka Luca Jani Rebecca Peterson Aljaksandra Sasnovič Nadia Podoroska |
| 17 maggio          | Emilia Romagna Open 2021 Parma, Italia WTA 250 235 238 $ - Terra rossa - 32S/24Q/16D Singolare - Doppio                | Cori Gauff 6-1, 6-3                             | Wang Qiang                              | Kateřina Siniaková Sloane Stephens           | Caroline Garcia Amanda Anisimova Sara Errani Petra Martić            |
| 17 maggio          | Emilia Romagna Open 2021 Parma, Italia WTA 250 235 238 $ - Terra rossa - 32S/24Q/16D Singolare - Doppio                | Cori Gauff Caty McNally 6-3, 6-2                | Darija Jurak Andreja Klepač             | Kateřina Siniaková Sloane Stephens           | Caroline Garcia Amanda Anisimova Sara Errani Petra Martić            |
| 24 maggio          | Internationaux de Strasbourg 2021 Strasburgo, Francia WTA 250 235 238 $ - Terra rossa - 32S/24Q/16D Singolare - Doppio | Barbora Krejčíková 6-3, 6-3                     | Sorana Cîrstea                          | Magda Linette Jule Niemeier                  | Bianca Andreescu Julija Putinceva Ekaterina Aleksandrova Arantxa Rus |
| 24 maggio          | Internationaux de Strasbourg 2021 Strasburgo, Francia WTA 250 235 238 $ - Terra rossa - 32S/24Q/16D Singolare - Doppio | Alexa Guarachi Desirae Krawczyk 6-2, 6-3        | Makoto Ninomiya Yang Zhaoxuan           | Magda Linette Jule Niemeier                  | Bianca Andreescu Julija Putinceva Ekaterina Aleksandrova Arantxa Rus |
| 31 maggio 7 giugno | Open di Francia 2021 Parigi, Francia Grande Slam € - Terra rossa - 128S/128Q/64D/32X Singolare - Doppio - Doppio misto | Barbora Krejčíková 6-1, 2-6, 6-4                | Anastasija Pavljučenkova                | Maria Sakkarī Tamara Zidanšek                | Cori Gauff Iga Świątek Elena Rybakina Paula Badosa Gibert            |
| 31 maggio 7 giugno | Open di Francia 2021 Parigi, Francia Grande Slam € - Terra rossa - 128S/128Q/64D/32X Singolare - Doppio - Doppio misto | Barbora Krejčíková Kateřina Siniaková 6-4, 6-2  | Bethanie Mattek-Sands Iga Świątek       | Maria Sakkarī Tamara Zidanšek                | Cori Gauff Iga Świątek Elena Rybakina Paula Badosa Gibert            |
| 31 maggio 7 giugno | Open di Francia 2021 Parigi, Francia Grande Slam € - Terra rossa - 128S/128Q/64D/32X Singolare - Doppio - Doppio misto | Desirae Krawczyk Joe Salisbury 2-6, 6-4, [10-5] | Elena Vesnina Aslan Karacev             | Maria Sakkarī Tamara Zidanšek                | Cori Gauff Iga Świątek Elena Rybakina Paula Badosa Gibert            |

### Giugno
| Settimana          | Torneo | Campionesse                                          | Finaliste                          | Semifinaliste                     | Eliminate ai quarti                                                     |
| ------------------ | --- | ---------------------------------------------------- | ---------------------------------- | --------------------------------- | ----------------------------------------------------------------------- |
| 7 giugno           | Nottingham Open 2021 Nottingham, Regno Unito WTA 250 235 238 $ - Erba - 48S/16Q/16D Singolare - Doppio                | Johanna Konta 6-2, 6-1                               | Zhang Shuai                        | Nina Stojanović Lauren Davis      | Alison Van Uytvanck Tereza Martincová Kristina Mladenovic Katie Boulter |
| 7 giugno           | Nottingham Open 2021 Nottingham, Regno Unito WTA 250 235 238 $ - Erba - 48S/16Q/16D Singolare - Doppio                | Ljudmyla Kičenok Makoto Ninomiya 6-4, 6(3)-7, [10-8] | Caroline Dolehide Storm Sanders    | Nina Stojanović Lauren Davis      | Alison Van Uytvanck Tereza Martincová Kristina Mladenovic Katie Boulter |
| 14 giugno          | Bett1 Open 2021 Berlino, Germania WTA 500 565 530 $ - Erba - 28S/24Q/16D Singolare - Doppio                           | Ljudmila Samsonova 1-6, 6-1, 6-3                     | Belinda Bencic                     | Viktoryja Azaranka Alizé Cornet   | Madison Keys Jessica Pegula Garbiñe Muguruza Ekaterina Aleksandrova     |
| 14 giugno          | Bett1 Open 2021 Berlino, Germania WTA 500 565 530 $ - Erba - 28S/24Q/16D Singolare - Doppio                           | Viktoryja Azaranka Aryna Sabalenka 4-6, 7-5, [10-4]  | Nicole Melichar Demi Schuurs       | Viktoryja Azaranka Alizé Cornet   | Madison Keys Jessica Pegula Garbiñe Muguruza Ekaterina Aleksandrova     |
| 14 giugno          | Nature Valley Classic 2021 Birmingham, Regno Unito WTA 250 235 238 $ - Erba - 32S/24Q/16D Singolare - Doppio          | Ons Jabeur 7-5, 6-4                                  | Dar'ja Kasatkina                   | Coco Vandeweghe Heather Watson    | Marie Bouzková Tereza Martincová Donna Vekić Anastasija Potapova        |
| 14 giugno          | Nature Valley Classic 2021 Birmingham, Regno Unito WTA 250 235 238 $ - Erba - 32S/24Q/16D Singolare - Doppio          | Marie Bouzková Lucie Hradecká 6-4, 2-6, [10-8]       | Ons Jabeur Ellen Perez             | Coco Vandeweghe Heather Watson    | Marie Bouzková Tereza Martincová Donna Vekić Anastasija Potapova        |
| 21 giugno          | Nature Valley International 2021 Eastbourne, Regno Unito WTA 500 565 530 $ - Erba - 32S/24Q/16D Singolare - Doppio    | Jeļena Ostapenko 6-3, 6-3                            | Anett Kontaveit                    | Camila Giorgi Elena Rybakina      | Aryna Sabalenka Viktorija Golubic Dar'ja Kasatkina Anastasija Sevastova |
| 21 giugno          | Nature Valley International 2021 Eastbourne, Regno Unito WTA 500 565 530 $ - Erba - 32S/24Q/16D Singolare - Doppio    | Shūko Aoyama Ena Shibahara 6-1, 6-4                  | Nicole Melichar Demi Schuurs       | Camila Giorgi Elena Rybakina      | Aryna Sabalenka Viktorija Golubic Dar'ja Kasatkina Anastasija Sevastova |
| 21 giugno          | Bad Homburg Open 2021 Bad Homburg, Germania WTA 250 235 238 $ - Erba - 32S/8Q/16D Singolare - Doppio                  | Angelique Kerber 6-3, 6-2                            | Kateřina Siniaková                 | Petra Kvitová Sara Sorribes Tormo | Nadia Podoroska Amanda Anisimova Laura Siegemund Viktoryja Azaranka     |
| 21 giugno          | Bad Homburg Open 2021 Bad Homburg, Germania WTA 250 235 238 $ - Erba - 32S/8Q/16D Singolare - Doppio                  | Darija Jurak Andreja Klepač 6-3, 6-1                 | Nadežda Kičenok Ioana Raluca Olaru | Petra Kvitová Sara Sorribes Tormo | Nadia Podoroska Amanda Anisimova Laura Siegemund Viktoryja Azaranka     |
| 28 giugno 5 luglio | Torneo di Wimbledon 2021 Londra, Regno Unito Grande Slam - Erba - 128S/128Q/64D/32X Singolare - Doppio - Doppio misto | Ashleigh Barty 6-3, 6(4)-7, 6-3                      | Karolína Plíšková                  | Angelique Kerber Aryna Sabalenka  | Ajla Tomljanović Karolína Muchová Viktorija Golubic Ons Jabeur          |
| 28 giugno 5 luglio | Torneo di Wimbledon 2021 Londra, Regno Unito Grande Slam - Erba - 128S/128Q/64D/32X Singolare - Doppio - Doppio misto | Hsieh Su-wei Elise Mertens 3-6, 7-5, 9-7             | Veronika Kudermetova Elena Vesnina | Angelique Kerber Aryna Sabalenka  | Ajla Tomljanović Karolína Muchová Viktorija Golubic Ons Jabeur          |
| 28 giugno 5 luglio | Torneo di Wimbledon 2021 Londra, Regno Unito Grande Slam - Erba - 128S/128Q/64D/32X Singolare - Doppio - Doppio misto | Desirae Krawczyk Neal Skupski 6-2, 7-6(1)            | Harriet Dart Joe Salisbury         | Angelique Kerber Aryna Sabalenka  | Ajla Tomljanović Karolína Muchová Viktorija Golubic Ons Jabeur          |

### Luglio
| Settimana | Torneo | Campionesse                                                 | Finaliste                                 | Semifinaliste                                | Eliminate ai quarti                                               |
| --------- | --- | ----------------------------------------------------------- | ----------------------------------------- | -------------------------------------------- | ----------------------------------------------------------------- |
| 5 luglio  | Hamburg European Open 2021 Amburgo, Germania WTA 250 235 238 $ - Terra rossa - 28S/16Q/16D Singolare - Doppio             | Elena-Gabriela Ruse 7-6(6), 6-4                             | Andrea Petković                           | Dajana Jastrems'ka Jule Niemeier             | Sara Errani Danielle Collins Tamara Zidanšek Ysaline Bonaventure  |
| 5 luglio  | Hamburg European Open 2021 Amburgo, Germania WTA 250 235 238 $ - Terra rossa - 28S/16Q/16D Singolare - Doppio             | Jasmine Paolini Jil Teichmann 6-0, 6-4                      | Astra Sharma Rosalie van der Hoek         | Dajana Jastrems'ka Jule Niemeier             | Sara Errani Danielle Collins Tamara Zidanšek Ysaline Bonaventure  |
| 12 luglio | Hungarian Grand Prix 2021 Budapest, Ungheria WTA 250 235 238 $ - Terra rossa - 32S/24Q/16D Singolare - Doppio             | Julija Putinceva 6-4, 6-0                                   | Anhelina Kalinina                         | Dalma Gálfi Danielle Collins                 | Kateryna Kozlova Olga Danilović Panna Udvardy Paula Ormaechea     |
| 12 luglio | Hungarian Grand Prix 2021 Budapest, Ungheria WTA 250 235 238 $ - Terra rossa - 32S/24Q/16D Singolare - Doppio             | Mihaela Buzărnescu Fanny Stollár 6-4, 6-4                   | Aliona Bolsova Tamara Korpatsch           | Dalma Gálfi Danielle Collins                 | Kateryna Kozlova Olga Danilović Panna Udvardy Paula Ormaechea     |
| 12 luglio | Ladies Open Lausanne 2021 Losanna, Svizzera WTA 250 235 238 $ - Terra rossa - 32S/24Q/16D Singolare - Doppio              | Tamara Zidanšek 4-6, 7-6(5), 6-1                            | Clara Burel                               | Maryna Zanevs'ka Caroline Garcia             | Lucia Bronzetti Natal'ja Vichljanceva Zarina Dijas Fiona Ferro    |
| 12 luglio | Ladies Open Lausanne 2021 Losanna, Svizzera WTA 250 235 238 $ - Terra rossa - 32S/24Q/16D Singolare - Doppio              | Susan Bandecchi Simona Waltert 6-3, 6(3)-7, [10-5]          | Ulrikke Eikeri Valentini Grammatikopoulou | Maryna Zanevs'ka Caroline Garcia             | Lucia Bronzetti Natal'ja Vichljanceva Zarina Dijas Fiona Ferro    |
| 12 luglio | Prague Open 2021 Praga, Repubblica Ceca WTA 250 235 238 $ - Cemento - 32S/24Q/16D Singolare - Doppio                      | Barbora Krejčíková 6-2, 6-0                                 | Tereza Martincová                         | Greet Minnen Wang Xinyu                      | Viktória Kužmová Storm Sanders Grace Min Kateřina Siniaková       |
| 12 luglio | Prague Open 2021 Praga, Repubblica Ceca WTA 250 235 238 $ - Cemento - 32S/24Q/16D Singolare - Doppio                      | Marie Bouzková Lucie Hradecká 7-6(3), 6-4                   | Viktória Kužmová Nina Stojanović          | Greet Minnen Wang Xinyu                      | Viktória Kužmová Storm Sanders Grace Min Kateřina Siniaková       |
| 19 luglio | Internazionali Femminili di Palermo 2021 Palermo, Italia WTA 250 235 238 $ - Terra rossa - 32S/24Q/16D Singolare - Doppio | Danielle Collins 6-4, 6-2                                   | Elena-Gabriela Ruse                       | Zhang Shuai Océane Dodin                     | Astra Sharma Olga Danilović Lucia Bronzetti Jaqueline Cristian    |
| 19 luglio | Internazionali Femminili di Palermo 2021 Palermo, Italia WTA 250 235 238 $ - Terra rossa - 32S/24Q/16D Singolare - Doppio | Erin Routliffe Kimberley Zimmermann 7-6(5), 4-6, [10-4]     | Natela Dzalamidze Kamilla Rachimova       | Zhang Shuai Océane Dodin                     | Astra Sharma Olga Danilović Lucia Bronzetti Jaqueline Cristian    |
| 19 luglio | BNP Paribas Poland Open 2021 Gdynia, Polonia WTA 250 235 238 $ - Terra rossa - 32S/24Q/16D Singolare - Doppio             | Maryna Zanevs'ka 6-4, 7-6(4)                                | Kristína Kučová                           | Kateryna Kozlova Tamara Korpatsch            | Nuria Párrizas Díaz Katarzyna Kawa Ekaterine Gorgodze Anna Bondár |
| 19 luglio | BNP Paribas Poland Open 2021 Gdynia, Polonia WTA 250 235 238 $ - Terra rossa - 32S/24Q/16D Singolare - Doppio             | Anna Danilina Lidzija Marozava 6-3, 6-2                     | Kateryna Bondarenko Katarzyna Piter       | Kateryna Kozlova Tamara Korpatsch            | Nuria Párrizas Díaz Katarzyna Kawa Ekaterine Gorgodze Anna Bondár |
| 26 luglio | Tennis ai Giochi della XXXII Olimpiade Tokyo, Giappone Olimpiadi Cemento - 64S/32D/16X Singolare - Doppio - Doppio misto  |                                                             |                                           |                                              | Quarto posto                                                      |
| 26 luglio | Tennis ai Giochi della XXXII Olimpiade Tokyo, Giappone Olimpiadi Cemento - 64S/32D/16X Singolare - Doppio - Doppio misto  | Belinda Bencic 7-5, 2-6, 6-3                                | Markéta Vondroušová                       | Elina Svitolina 1-6, 7-6(5), 6-4             | Elena Rybakina                                                    |
| 26 luglio | Tennis ai Giochi della XXXII Olimpiade Tokyo, Giappone Olimpiadi Cemento - 64S/32D/16X Singolare - Doppio - Doppio misto  | Barbora Krejčíková Kateřina Siniaková 7-5, 6-1              | Belinda Bencic Viktorija Golubic          | Laura Pigossi Luisa Stefani 4-6, 6-4, [11-9] | Veronika Kudermetova Elena Vesnina                                |
| 26 luglio | Tennis ai Giochi della XXXII Olimpiade Tokyo, Giappone Olimpiadi Cemento - 64S/32D/16X Singolare - Doppio - Doppio misto  | Anastasija Pavljučenkova Andrej Rublëv 6-3, 6(5)-7, [13-11] | Elena Vesnina Aslan Karacev               | Ashleigh Barty John Peers w/o                | Nina Stojanović Novak Đoković                                     |

### Agosto
| Settimana             | Torneo | Campionesse                                            | Finaliste                        | Semifinaliste                        | Eliminate ai quarti                                                      |
| --------------------- | --- | ------------------------------------------------------ | -------------------------------- | ------------------------------------ | ------------------------------------------------------------------------ |
| 2 agosto              | Mubadala Silicon Valley Classic 2021 San Jose, Stati Uniti WTA 500 565 530 $ - Cemento - 28S/16Q/16D Singolare - Doppio | Danielle Collins 6-3, 6(10)-7, 6-1                     | Dar'ja Kasatkina                 | Elise Mertens Ana Konjuh             | Julija Putinceva Magda Linette Zhang Shuai Elena Rybakina                |
| 2 agosto              | Mubadala Silicon Valley Classic 2021 San Jose, Stati Uniti WTA 500 565 530 $ - Cemento - 28S/16Q/16D Singolare - Doppio | Darija Jurak Andreja Klepač 6-1, 7-5                   | Gabriela Dabrowski Luisa Stefani | Elise Mertens Ana Konjuh             | Julija Putinceva Magda Linette Zhang Shuai Elena Rybakina                |
| 2 agosto              | Winners Open 2021 Cluj-Napoca, Romania WTA 250 235 238 $ - Terra rossa - 32S/24Q/16D Singolare - Doppio                 | Andrea Petković 6-1, 6-1                               | Mayar Sherif                     | Mihaela Buzărnescu Aleksandra Krunić | Kristína Kučová Kristýna Plíšková Anna Karolína Schmiedlová Seone Mendez |
| 2 agosto              | Winners Open 2021 Cluj-Napoca, Romania WTA 250 235 238 $ - Terra rossa - 32S/24Q/16D Singolare - Doppio                 | Natela Dzalamidze Kaja Juvan 6-3, 6-4                  | Katarzyna Piter Mayar Sherif     | Mihaela Buzărnescu Aleksandra Krunić | Kristína Kučová Kristýna Plíšková Anna Karolína Schmiedlová Seone Mendez |
| 9 agosto              | Canadian Open 2021 Montréal, Canada WTA 1000 1 835 490 $ - Cemento - 56S/32Q/28D Singolare - Doppio                     | Camila Giorgi 6-3, 7-5                                 | Karolína Plíšková                | Aryna Sabalenka Jessica Pegula       | Viktoryja Azaranka Sara Sorribes Tormo Cori Gauff Ons Jabeur             |
| 9 agosto              | Canadian Open 2021 Montréal, Canada WTA 1000 1 835 490 $ - Cemento - 56S/32Q/28D Singolare - Doppio                     | Gabriela Dabrowski Luisa Stefani 6-3, 6-4              | Darija Jurak Andreja Klepač      | Aryna Sabalenka Jessica Pegula       | Viktoryja Azaranka Sara Sorribes Tormo Cori Gauff Ons Jabeur             |
| 16 agosto             | Cincinnati Open 2021 Cincinnati, Stati Uniti WTA 1000 2 114 989 $ - Cemento - 56S/32Q/28D Singolare - Doppio            | Ashleigh Barty 6-3, 6-1                                | Jil Teichmann                    | Angelique Kerber Karolína Plíšková   | Barbora Krejčíková Petra Kvitová Paula Badosa Belinda Bencic             |
| 16 agosto             | Cincinnati Open 2021 Cincinnati, Stati Uniti WTA 1000 2 114 989 $ - Cemento - 56S/32Q/28D Singolare - Doppio            | Samantha Stosur Zhang Shuai 7-5, 6-3                   | Gabriela Dabrowski Luisa Stefani | Angelique Kerber Karolína Plíšková   | Barbora Krejčíková Petra Kvitová Paula Badosa Belinda Bencic             |
| 23 agosto             | Tennis in the Land 2021 Cleveland, Stati Uniti WTA 250 235 238 $ - Cemento - 32S/16Q/16D Singolare - Doppio             | Anett Kontaveit 7-6(5), 6-4                            | Irina-Camelia Begu               | Magda Linette Sara Sorribes Tormo    | Dar'ja Kasatkina Aljaksandra Sasnovič Zhang Shuai Kateřina Siniaková     |
| 23 agosto             | Tennis in the Land 2021 Cleveland, Stati Uniti WTA 250 235 238 $ - Cemento - 32S/16Q/16D Singolare - Doppio             | Shūko Aoyama Ena Shibahara 7-5, 6-3                    | Christina McHale Sania Mirza     | Magda Linette Sara Sorribes Tormo    | Dar'ja Kasatkina Aljaksandra Sasnovič Zhang Shuai Kateřina Siniaková     |
| 23 agosto             | Chicago Women's Open 2021 Chicago, Stati Uniti WTA 250 235 238 $ - Cemento - 32S/16Q/16D Singolare - Doppio             | Elina Svitolina 7-5, 6-4                               | Alizé Cornet                     | Rebecca Peterson Varvara Gračëva     | Kristina Mladenovic Tereza Martincová Marta Kostjuk Markéta Vondroušová  |
| 23 agosto             | Chicago Women's Open 2021 Chicago, Stati Uniti WTA 250 235 238 $ - Cemento - 32S/16Q/16D Singolare - Doppio             | Nadežda Kičenok Ioana Raluca Olaru 7-6(8), 5-7, [10-8] | Ljudmyla Kičenok Makoto Ninomiya | Rebecca Peterson Varvara Gračëva     | Kristina Mladenovic Tereza Martincová Marta Kostjuk Markéta Vondroušová  |
| 30 agosto 6 settembre | US Open 2021 New York, Stati Uniti Grande Slam $ - Cemento - 128S/128Q/64D/32X Singolare - Doppio - Doppio misto        | Emma Raducanu 6-4, 6-3                                 | Leylah Fernandez                 | Maria Sakkarī Aryna Sabalenka        | Belinda Bencic Karolína Plíšková Elina Svitolina Barbora Krejčíková      |
| 30 agosto 6 settembre | US Open 2021 New York, Stati Uniti Grande Slam $ - Cemento - 128S/128Q/64D/32X Singolare - Doppio - Doppio misto        | Samantha Stosur Zhang Shuai 6-3, 3-6, 6-3              | Coco Gauff Caty McNally          | Maria Sakkarī Aryna Sabalenka        | Belinda Bencic Karolína Plíšková Elina Svitolina Barbora Krejčíková      |
| 30 agosto 6 settembre | US Open 2021 New York, Stati Uniti Grande Slam $ - Cemento - 128S/128Q/64D/32X Singolare - Doppio - Doppio misto        | Desirae Krawczyk Joe Salisbury 7-5, 6-2                | Giuliana Olmos Marcelo Arévalo   | Maria Sakkarī Aryna Sabalenka        | Belinda Bencic Karolína Plíšková Elina Svitolina Barbora Krejčíková      |

### Settembre
| Settimana    | Torneo | Campionesse                                          | Finaliste                                   | Semifinaliste                          | Eliminate ai quarti                                                       |
| ------------ | --- | ---------------------------------------------------- | ------------------------------------------- | -------------------------------------- | ------------------------------------------------------------------------- |
| 13 settembre | BGL BNP Paribas Luxembourg Open 2021 Lussemburgo, Lussemburgo WTA 250 235 238 $ - Cemento indoor - 30S/24Q/16D Singolare - Doppio | Clara Tauson 6-3, 4-6, 6-4                           | Jeļena Ostapenko                            | Ljudmila Samsonova Markéta Vondroušová | Belinda Bencic Alizé Cornet Marie Bouzková Elise Mertens                  |
| 13 settembre | BGL BNP Paribas Luxembourg Open 2021 Lussemburgo, Lussemburgo WTA 250 235 238 $ - Cemento indoor - 30S/24Q/16D Singolare - Doppio | Greet Minnen Alison Van Uytvanck 6-3, 6-3            | Erin Routliffe Kimberley Zimmermann         | Ljudmila Samsonova Markéta Vondroušová | Belinda Bencic Alizé Cornet Marie Bouzková Elise Mertens                  |
| 13 settembre | Slovenia Open WTA 2021 Portorose, Slovenia WTA 250 235 238 $ - Cemento - 32S/24Q/16D Singolare - Doppio                           | Jasmine Paolini 7-6(4), 6-2                          | Alison Riske                                | Kaja Juvan Julija Putinceva            | Tamara Zidanšek Kristina Mladenovic Sorana Cîrstea Lucia Bronzetti        |
| 13 settembre | Slovenia Open WTA 2021 Portorose, Slovenia WTA 250 235 238 $ - Cemento - 32S/24Q/16D Singolare - Doppio                           | Anna Kalinskaja Tereza Mihalíková 4-6, 6-2, [12-10]  | Aleksandra Krunić Lesley Pattinama Kerkhove | Kaja Juvan Julija Putinceva            | Tamara Zidanšek Kristina Mladenovic Sorana Cîrstea Lucia Bronzetti        |
| 20 settembre | J&T Banka Ostrava Open 2021 Ostrava, Repubblica Ceca WTA 500 565 530 $ - Cemento indoor - 28S/24Q/16D Singolare - Doppio          | Anett Kontaveit 6-2, 7-5                             | Maria Sakkarī                               | Iga Świątek Petra Kvitová              | Elena Rybakina Tereza Martincová Belinda Bencic Jil Teichmann             |
| 20 settembre | J&T Banka Ostrava Open 2021 Ostrava, Repubblica Ceca WTA 500 565 530 $ - Cemento indoor - 28S/24Q/16D Singolare - Doppio          | Sania Mirza Zhang Shuai 6-3, 6-2                     | Kaitlyn Christian Erin Routliffe            | Iga Świątek Petra Kvitová              | Elena Rybakina Tereza Martincová Belinda Bencic Jil Teichmann             |
| 27 settembre | Chicago Fall Tennis Classic 2021 Chicago, Stati Uniti WTA 500 565 530 $ - Cemento - 56S/32Q/28D Singolare - Doppio                | Garbiñe Muguruza 3-6, 6-3, 6-0                       | Ons Jabeur                                  | Elena Rybakina Markéta Vondroušová     | Elina Svitolina Belinda Bencic Danielle Collins Mai Hontama               |
| 27 settembre | Chicago Fall Tennis Classic 2021 Chicago, Stati Uniti WTA 500 565 530 $ - Cemento - 56S/32Q/28D Singolare - Doppio                | Květa Peschke Andrea Petković 6-3, 6-1               | Caroline Dolehide Coco Vandeweghe           | Elena Rybakina Markéta Vondroušová     | Elina Svitolina Belinda Bencic Danielle Collins Mai Hontama               |
| 27 settembre | Astana Open 2021 Nur-Sultan, Kazakistan WTA 250 235 238 $ - Cemento indoor - 32S/24Q/16D Singolare - Doppio                       | Alison Van Uytvanck 1-6, 6-4, 6-3                    | Julija Putinceva                            | Rebecca Peterson Jaqueline Cristian    | Anastasija Gasanova Anastasija Potapova Aleksandra Krunić Varvara Gračëva |
| 27 settembre | Astana Open 2021 Nur-Sultan, Kazakistan WTA 250 235 238 $ - Cemento indoor - 32S/24Q/16D Singolare - Doppio                       | Anna-Lena Friedsam Monica Niculescu 6-2, 4-6, [10-5] | Angelina Gabueva Anastasija Zacharova       | Rebecca Peterson Jaqueline Cristian    | Anastasija Gasanova Anastasija Potapova Aleksandra Krunić Varvara Gračëva |

### Ottobre
| Settimana            | Torneo | Campionesse                                          | Finaliste                                   | Semifinaliste                      | Eliminate ai quarti                                                    |
| -------------------- | --- | ---------------------------------------------------- | ------------------------------------------- | ---------------------------------- | ---------------------------------------------------------------------- |
| 4 ottobre 11 ottobre | Indian Wells Open 2021 Indian Wells, Stati Uniti WTA 1000 8 150 470 $ - Cemento - 96S/48Q/32D Singolare - Doppio   | Paula Badosa Gibert 7-6(5), 2-6, 7-6(2)              | Viktoryja Azaranka                          | Ons Jabeur Jeļena Ostapenko        | Anett Kontaveit Angelique Kerber Jessica Pegula Shelby Rogers          |
| 4 ottobre 11 ottobre | Indian Wells Open 2021 Indian Wells, Stati Uniti WTA 1000 8 150 470 $ - Cemento - 96S/48Q/32D Singolare - Doppio   | Hsieh Su-wei Elise Mertens 7-6(1), 6-3               | Veronika Kudermetova Elena Rybakina         | Ons Jabeur Jeļena Ostapenko        | Anett Kontaveit Angelique Kerber Jessica Pegula Shelby Rogers          |
| 18 ottobre           | Kremlin Cup 2021 Mosca, Russia WTA 500 565 530 $ - Cemento indoor - 28S/24Q/16D Singolare - Doppio                 | Anett Kontaveit 4-6, 6-4, 7-5                        | Ekaterina Aleksandrova                      | Maria Sakkarī Markéta Vondroušová  | Aryna Sabalenka Simona Halep Anastasija Pavljučenkova Garbiñe Muguruza |
| 18 ottobre           | Kremlin Cup 2021 Mosca, Russia WTA 500 565 530 $ - Cemento indoor - 28S/24Q/16D Singolare - Doppio                 | Jeļena Ostapenko Kateřina Siniaková 6-2, 4-6, [10-8] | Nadežda Kičenok Ioana Raluca Olaru          | Maria Sakkarī Markéta Vondroušová  | Aryna Sabalenka Simona Halep Anastasija Pavljučenkova Garbiñe Muguruza |
| 18 ottobre           | Tenerife Ladies Open 2021 Tenerife, Spagna WTA 250 235 238 $ - Cemento - 32S/24Q/16D Singolare - Doppio            | Ann Li 6-1, 6-4                                      | Camila Osorio                               | Camila Giorgi Alizé Cornet         | Zheng Saisai Arantxa Rus Irina-Camelia Begu Anna Karolína Schmiedlová  |
| 18 ottobre           | Tenerife Ladies Open 2021 Tenerife, Spagna WTA 250 235 238 $ - Cemento - 32S/24Q/16D Singolare - Doppio            | Ulrikke Eikeri Ellen Perez 6-3, 6-3                  | Ljudmyla Kičenok Marta Kostjuk              | Camila Giorgi Alizé Cornet         | Zheng Saisai Arantxa Rus Irina-Camelia Begu Anna Karolína Schmiedlová  |
| 25 ottobre           | Courmayeur Ladies Open 2021 Courmayeur, Italia WTA 250 235 238 $ - Cemento indoor - 32S/23Q/16D Singolare - Doppio | Donna Vekić 7-6(3), 6-2                              | Clara Tauson                                | Jasmine Paolini Ljudmila Samsonova | Dajana Jastrems'ka Wang Xinyu Anna Kalinskaja Ann Li                   |
| 25 ottobre           | Courmayeur Ladies Open 2021 Courmayeur, Italia WTA 250 235 238 $ - Cemento indoor - 32S/23Q/16D Singolare - Doppio | Wang Xinyu Zheng Saisai 6-4, 3-6, [10-5]             | Eri Hozumi Zhang Shuai                      | Jasmine Paolini Ljudmila Samsonova | Dajana Jastrems'ka Wang Xinyu Anna Kalinskaja Ann Li                   |
| 25 ottobre           | Transylvania Open 2021 Cluj-Napoca, Romania WTA 250 235 238 $ - Cemento indoor - 32S/20Q/16D Singolare - Doppio    | Anett Kontaveit 6-2, 6-3                             | Simona Halep                                | Marta Kostjuk Rebecca Peterson     | Jaqueline Cristian Emma Raducanu Lesja Curenko Anhelina Kalinina       |
| 25 ottobre           | Transylvania Open 2021 Cluj-Napoca, Romania WTA 250 235 238 $ - Cemento indoor - 32S/20Q/16D Singolare - Doppio    | Irina Maria Bara Ekaterine Gorgodze 4-6, 6-1, [11-9] | Aleksandra Krunić Lesley Pattinama Kerkhove | Marta Kostjuk Rebecca Peterson     | Jaqueline Cristian Emma Raducanu Lesja Curenko Anhelina Kalinina       |

### Novembre
| Settimana   | Torneo | Campionesse                                    | Finaliste                  | Semifinaliste                 | Eliminate ai quarti                                                                                                 |
| ----------- | --- | ---------------------------------------------- | -------------------------- | ----------------------------- | --- |
| 1º novembre | Billie Jean King Cup 2020-2021 - Fase finale Praga, Repubblica Ceca - Cemento indoor - 12 squadre                   | Russia 2-0                                     | Svizzera                   | Stati Uniti Australia         | |
| 8 novembre  | WTA Finals 2021 Guadalajara, Messico Torneo di fine anno 5 000 000 $ - Cemento - 8S (RR)/8D (RR) Singolare - Doppio | Garbiñe Muguruza 6-3, 7-5                      | Anett Kontaveit            | Paula Badosa Maria Sakkarī    | Round Robin Gruppo Chichén Itzá Aryna Sabalenka Iga Świątek Gruppo Teotihuacán Karolína Plíšková Barbora Krejčíková |
| 8 novembre  | WTA Finals 2021 Guadalajara, Messico Torneo di fine anno 5 000 000 $ - Cemento - 8S (RR)/8D (RR) Singolare - Doppio | Barbora Krejčíková Kateřina Siniaková 6-3, 6-4 | Hsieh Su-wei Elise Mertens | Paula Badosa Maria Sakkarī    | Round Robin Gruppo Chichén Itzá Aryna Sabalenka Iga Świątek Gruppo Teotihuacán Karolína Plíšková Barbora Krejčíková |
| 8 novembre  | Upper Austria Ladies Linz 2021 Linz, Austria WTA 250 235 238 $ - Cemento indoor - 28S/16Q/16D Singolare - Doppio    | Alison Riske 2-6, 6-2, 7-5                     | Jaqueline Cristian         | Danielle Collins Simona Halep | Wang Xinyu Alison Van Uytvanck Veronika Kudermetova Jasmine Paolini                                                 |
| 8 novembre  | Upper Austria Ladies Linz 2021 Linz, Austria WTA 250 235 238 $ - Cemento indoor - 28S/16Q/16D Singolare - Doppio    | Natela Dzalamidze Kamilla Rachimova 6-4, 6-2   | Wang Xinyu Zheng Saisai    | Danielle Collins Simona Halep | Wang Xinyu Alison Van Uytvanck Veronika Kudermetova Jasmine Paolini                                                 |

### Cancellazioni e spostamenti
| Settimana originaria | Torneo                                                                                  | Esito                                |
| -------------------- | --------------------------------------------------------------------------------------- | ------------------------------------ |
| 5 gennaio            | Brisbane International Brisbane, Australia WTA 500 1 500 000 $ - Cemento - 30S/32Q/16D  | Cancellati per pandemia di COVID-19. |
| 5 gennaio            | Shenzhen Open Shenzhen, Cina WTA 250 775 000 $ - Cemento - 32S/16Q/16D                  | Cancellati per pandemia di COVID-19. |
| 5 gennaio            | ASB Classic Auckland, Nuova Zelanda WTA 250 275 000 $ - Cemento - 32S/32Q/16D           | Cancellati per pandemia di COVID-19. |
| 11 gennaio           | Hobart International Hobart, Australia WTA 250 275 000 $ - Cemento - 32S/32Q/16D        | Cancellati per pandemia di COVID-19. |
| 8 febbraio           | Thailand Open Hua Hin, Thailandia WTA 250 275 000 $ - Cemento - 32S/24Q/16D             | Cancellati per pandemia di COVID-19. |
| 22 febbraio          | Abierto Mexicano Telcel Acapulco, Messico WTA 250 275 000 $ - Cemento - 32S/24Q/16D     | Cancellati per pandemia di COVID-19. |
| 7 giugno             | Rosmalen Open 's-Hertogenbosch, Paesi Bassi WTA 250 235 238 $ - Erba - 32S/24Q/16D      | Cancellati per pandemia di COVID-19. |
| 12 aprile            | Billie Jean King Cup Fase finale Budapest, Ungheria - Terra rossa indoor                | In attessa di ricollocamento.        |
| 17 maggio            | Grand Prix SAR La Princesse Lalla Meryem Rabat, Marocco WTA 250 235 238 $ - Terra rossa | In attessa di ricollocamento.        |

## Distribuzione punti
| Descrizione       | W            | F            | SF   | QF                                                                        | R16                                                                       | R32                                                                       | R64                                                                       | R128                                                                      | QLFR                                                                      | Q3                                                                        | Q2 | Q1 |
| ----------------- | ------------ | ------------ | ---- | ------------------------------------------------------------------------- | ------------------------------------------------------------------------- | ------------------------------------------------------------------------- | ------------------------------------------------------------------------- | ------------------------------------------------------------------------- | ------------------------------------------------------------------------- | ------------------------------------------------------------------------- | -- | -- |
| Grand Slam (S)    | 2000         | 1300         | 780  | 430                                                                       | 240                                                                       | 130                                                                       | 70                                                                        | 10                                                                        | 40                                                                        | 30                                                                        | 20 | 2  |
| Grand Slam (D)    | 2000         | 1300         | 780  | 430                                                                       | 240                                                                       | 130                                                                       | 10                                                                        | -                                                                         | 48                                                                        | -                                                                         | -  | -  |
| WTA Finals (S)    | 1500* (+420) | 1080* (+330) | 750* | (250 per ogni match del girone vinto 125 per ogni match del girone perso) | (250 per ogni match del girone vinto 125 per ogni match del girone perso) | (250 per ogni match del girone vinto 125 per ogni match del girone perso) | (250 per ogni match del girone vinto 125 per ogni match del girone perso) | (250 per ogni match del girone vinto 125 per ogni match del girone perso) | (250 per ogni match del girone vinto 125 per ogni match del girone perso) | (250 per ogni match del girone vinto 125 per ogni match del girone perso) | -  | -  |
| WTA Finals (D)    | 1500         | 1080         | 750  | 375                                                                       | -                                                                         | -                                                                         | -                                                                         | -                                                                         | -                                                                         | -                                                                         | -  | -  |
| WTA 1000 (96S)    | 1000         | 650          | 390  | 215                                                                       | 120                                                                       | 65                                                                        | 35                                                                        | 10                                                                        | 30                                                                        | -                                                                         | 20 | 2  |
| WTA 1000 (64S)    | 1000         | 650          | 390  | 215                                                                       | 120                                                                       | 65                                                                        | 10                                                                        | -                                                                         | 30                                                                        | -                                                                         | 20 | 2  |
| WTA 1000 (28/32D) | 1000         | 650          | 390  | 215                                                                       | 120                                                                       | 10                                                                        | -                                                                         | -                                                                         | -                                                                         | -                                                                         | -  | -  |
| WTA 1000 (56S)    | 900          | 585          | 350  | 190                                                                       | 105                                                                       | 60                                                                        | 1                                                                         | -                                                                         | 30                                                                        | 20                                                                        | 12 | 1  |
| WTA 1000 (28D)    | 900          | 585          | 350  | 190                                                                       | 105                                                                       | 1                                                                         | -                                                                         | -                                                                         | -                                                                         | -                                                                         | -  | -  |
| WTA Elite Trophy  | 700*         | 440*         | 240* | (120 per ogni match del girone vinto 40 per ogni match del girone perso)  | (120 per ogni match del girone vinto 40 per ogni match del girone perso)  | (120 per ogni match del girone vinto 40 per ogni match del girone perso)  | (120 per ogni match del girone vinto 40 per ogni match del girone perso)  | (120 per ogni match del girone vinto 40 per ogni match del girone perso)  | (120 per ogni match del girone vinto 40 per ogni match del girone perso)  | (120 per ogni match del girone vinto 40 per ogni match del girone perso)  | -  | -  |
| WTA 500 (64/56S)  | 470          | 305          | 185  | 100                                                                       | 55                                                                        | 30                                                                        | 1                                                                         | -                                                                         | 12                                                                        | -                                                                         | 8  | 1  |
| WTA 500 (32S)     | 470          | 305          | 185  | 100                                                                       | 55                                                                        | 1                                                                         | -                                                                         | -                                                                         | 25                                                                        | 16                                                                        | 10 | 1  |
| WTA 500 (16D)     | 470          | 305          | 185  | 100                                                                       | 1                                                                         | -                                                                         | -                                                                         | -                                                                         | -                                                                         | -                                                                         | -  | -  |
| WTA 250 (56S)     | 280          | 180          | 110  | 60                                                                        | 30                                                                        | 15                                                                        | 1                                                                         | -                                                                         | 10                                                                        | -                                                                         | 6  | 1  |
| WTA 250 (32S)     | 280          | 180          | 110  | 60                                                                        | 30                                                                        | 1                                                                         | -                                                                         | -                                                                         | 18                                                                        | 14                                                                        | 10 | 1  |
| WTA 250 (16D)     | 280          | 180          | 110  | 60                                                                        | 1                                                                         | -                                                                         | -                                                                         | -                                                                         | -                                                                         | -                                                                         | -  | -  |

* Quota punti con nessuna partita persa nel Round Robin.